# Supersonic (musiksingel)
Supersonic är rock/britpop-bandet Oasis debutsingel, släppt 11 april 1994 och skriven av bandets gitarrist Noel Gallagher. Den fanns även med på debutalbumet Definitely Maybe. Låten nådde som högst plats 31 på den brittiska singellistan.